# 愛情理論
《愛情理論》，為泰國GMM 25與LINE TV於2019年6月1日起播出的浪漫愛情喜劇，改編自JittiRain的原作小說，由Gun及Off主演。
此劇由GMMTV製作，在2018年11月GMMTV的「Wonder Th13teen」新劇宣傳活動上公開先導預告片。其後，此劇於2019年6月在GMM 25電視台及LINE TV首播，同年8月終映。

## 劇情簡介
主修電影的Third、Khai、Two及Bone是四個友好的男生，但Third卻默默地暗戀了Khai三年。Third全心全意地為Khai付出，但是朋友卻是每天帶不同女生到房間的花心男子，他只好隱藏自己的心意。一天，兩人一起看電影時，Khai令Third鼓起勇氣向他表白。

## 演員陣容
註：括號內的演員姓名為小名。

### 主要人物
- 阿塔潘·葐沙瓦（Gun）飾演 Third

能手編劇、導演，暗戀Khai三年但仍然不敢表白，因此對朋友的行為感到傷心，一直拒絕身邊的女生是因為自己是同性戀。
- 鐘朋·阿盧迪吉朋（Off）飾演 Khai

擅長收音、擬音，經常被女生環繞的男子，性格花心，他的電單車只會接載女生。遇到問題時，只會丟給Third處理。

### 其他人物
- 那瓦·蓬朴提岸（英语：Nawat Phumphotingam）（White）飾演 Two

擅長攝影，Third的好朋友。
- 辛纳拉·西里朋查瓦雷（Mike）飾演 Bone

Two的朋友，擅長剪接，咖啡店職員，以沉默的面孔吸引不少女生。
- 皮拉帕·瓦塔納汕西瑞（Earth）飾演 Aun

傳播學院電影專業大四學長。
- 琳·蘇皖瑪 飾演 Lyn

傳播學院廣告電視專業大三學姐。
- Sara Legge 飾演 Paan

在咖啡店裡與Bone結緣的女子，實際為電影系講師。
- 鄭壹飛（Foei）飾演 Chaine
- Supakan Benjaarruk（Nok）飾演 Ching Ching

對Khai有好感的女生，刻意挑撥Khai和Third的關係。
- Latkamon Pinrojkirati（Pim）

## 記事
- 此劇每集的標題皆是一部在2000年代後期至2010年代初期上映的電影之名稱，GMMTV亦製作每集一張與該部電影海報風格相同的致敬版劇集海報。（可於此處 （页面存档备份，存于）參閱）

第1集：《親密朋友》
第2集：《Love Actually》
第3集：《Friends With Benefits》
第4集：《Crazy, Stupid, Love》
第5集：《10 Things I Hate About You》
第6集：《Eternal Sunshine of the Spotless Mind》
第7集：《Flipped》
第8集：《The Proposal》
第9集：《悲戀三人行》
第10集：《Begin Again》
第11集：《He's Just Not That Into You》
第12集：《小情人》

## 特別篇

愛情理論特別篇 "Stand By Me" 官方海報

GMMTV於2020年10月28日在YouTube推出一集，約一小時長的特別篇《Stand By Me》 （页面存档备份，存于），講述四人在畢業期間的故事。

## 外部連結
- GMMTV官方網站 （页面存档备份，存于）（泰文）
- MyDramaList 劇集介紹及劇評 （页面存档备份，存于）（英文）
- 豆瓣劇集介紹 （页面存档备份，存于）（中文）